# 奧爾什丁火車總站
奧爾什丁火車總站（波蘭語：Olsztyn Główny）是位於波蘭瓦爾米亞-馬祖里省首府奧爾什丁的一座鐵路車站。該站於1872年12月1日啟用，位於市中心東北約兩公里處，當時奧爾什丁為德意志帝國的一部分。1907年，一條有軌電車路線完工，連接了車站與市中心。電車線路於1967年停駛。2015 年，一條新的有軌電車線路開通。
二戰期間，車站被燒毀，戰後車站重建。1960年代後期車站再度被拆除改建，目前的車站啟用於1971年，其建築分為汽車站和火車站兩部分；當時奧爾什丁火車總站是全波蘭最現代化的車站之一，但現今建築已略為老舊，因此一直有改建的計畫。